# Star Wars: The Empire Strikes Back (datorspel 1992)
Star Wars: The Empire Strikes Back är ett NES-spel utgivet 1992, och uppföljaren på Star Wars från 1991. Spelet är baserat på filmen med samma namn. Spelet släpptes också till Game Boy.

### Fotnoter
1. 1 2  ”Star Wars: The Empire Strikes Back”. NES DB. Arkiverad från originalet den 11 mars 2015. https://web.archive.org/web/20150311185001/http://www.nesdb.se/game_more.php?id=1369&rid=1. Läst 6 maj 2014.